# سكوت دان (لاعب كرة قاعدة)
سكوت دان (بالإنجليزية: Scott Dunn)‏ هو لاعب كرة قاعدة أمريكي، ولد في 23 مايو 1978 في سان أنطونيو في الولايات المتحدة.

## وصلات خارجية
- سكوت دان على موقع دوري كرة القاعدة الرئيسي (الإنجليزية)
- سكوت دان على موقعبيزبول رفرنس.كوم (الدوري الرئيسي) (الإنجليزية)
- سكوت دان على موقعبيزبول رفرنس.كوم (الدوري الثانوي) (الإنجليزية)
- سكوت دان على موقع إي إس بي إن.كوم (أم.أل.بي) (الإنجليزية)
- سكوت دان على موقع مشجعي الرسوم البيانية (الإنجليزية)